# Cuphea mapiriensis
Cuphea mapiriensis är en fackelblomsväxtart som beskrevs av Alicia Lourteig. Cuphea mapiriensis ingår i släktet blossblommor, och familjen fackelblomsväxter. Inga underarter finns listade i Catalogue of Life.